# Klein Skaisgirren (Tilsit-Ragnit)
Klein Skaisgirren, 1938 bis 1945 Lichtenrode (Ostpr.), ist ein verlassener Ort im Rajon Krasnosnamensk der russischen Oblast Kaliningrad.
Die Ortsstelle befindet sich zwei Kilometer südöstlich von Uslowoje (Rautenberg).

## Geschichte
Auf der Schrötterkarte von 1802 wurde der Ort mit Klein Skaisgirren oder Naugenis bezeichnet. Um 1820 bestand Klein Skaisgirren aus zwei Erbfreihöfen mit sechs Bewohnern. 1874 wurde die Landgemeinde Klein Skaisgirren dem neu gebildeten Amtsbezirk Rautenberg im Kreis Ragnit zugeordnet. 1912 wurde Barachelen an Klein Skaisgirren angeschlossen. 1938, inzwischen im Kreis Tilsit-Ragnit, wurde Klein Skaisgirren in Lichtenrode (Ostpr.) umbenannt. 1945 kam der Ort in Folge des Zweiten Weltkrieges mit dem nördlichen Ostpreußen zur Sowjetunion. Einen russischen Namen bekam er nicht mehr.

### Einwohnerentwicklung
| Jahr | Einwohner | Bemerkungen                |
| ---- | --------- | -------------------------- |
| 1867 | 28        |                            |
| 1871 | 30        |                            |
| 1885 | 19        |                            |
| 1905 | 20        |                            |
| 1910 | 19        |                            |
| 1933 | 74        | Mit Barachelen             |
| 1939 | 60        | Mit Brachfeld (Barachelen) |

## Kirche
Klein Skaisgirren/Lichtenrode gehörte zum evangelischen Kirchspiel Rautenberg.